# 荒川康男
荒川 康男（あらかわ やすお、1939年6月12日 - ）は、日本のジャズ・ベース奏者、作曲家である。

## 来歴
1939年6月12日、神戸市に生まれた。御影に住んでいたが、第二次世界大戦のあおりで鳥取県との県境に近い日本海側の美方郡諸寄に疎開していた。小学校に上がるころに終戦を迎え、芦屋山手小学校に通った。そこでの同窓生にジャズ・ミュージシャンの清水閏、木村新弥らがいる。
戦後はラジオでFENをよく聴いていた。中学のときにジャズに興味を持ち、高校に入りベニー・グッドマンのレコードを入手した。
本格的な楽器の演奏経験がなかったにもかかわらず、高校3年のときに神戸のジャズ喫茶でベースを担当する羽目になったのが演奏活動の始まりであった。ジャズ喫茶のほか、ウェスタン・バンドでの仕事もこなし、鹿内孝や坂本九、鍋島直昶などとの出会いがあった。
高校卒業後に上京し、ベーシスト宮本直介のところに居候した。宮本がジョージ川口からバンドへ誘われたが他の仕事のため断り、代わりに荒川を紹介したことでビッグ・フォアに加入することとなった。
その後澤田駿吾のグループ「ダブル・ビーツ」に参加し、ピアニスト徳山陽と出会った。このころスタジオミュージシャンとしての仕事を多くこなし、いずみたく、坂本九らの録音に参加した。「男はつらいよ」主題歌は荒川の演奏である。
稲垣次郎が沢田のグループに加入、その後、二人で脱退しバンドを結成した。日野照正、佐藤允彦、山下洋輔、大野雄二らがメンバーとなった。
次第にジャズ喫茶の人気が下火となり、スタジオや舞台での仕事が増えた。1965年に日生劇場で行われた石原慎太郎のミュージカル「焔のカーブ」においてエレクトリックベースを用いてジャズ演奏を行ったが、荒川本人が語るところではこれが日本初のエレキベースでのジャズ演奏であった。

### バークリー音楽院留学
当時の日本では音楽理論的な部分は未発達であった。徳山や金井英人（ベース）などから部分的には吸収していたものの、系統的な勉強をする環境はなかった。
1963年、ピアニスト穐吉敏子とチャーリー・マリアーノのグループに加入することとなった。穐吉はバークリー音楽院を卒業後、本場アメリカで演奏活動を行っていたプレーヤーであり、荒川はその演奏に新鮮な驚きを感じた。1965年、穐吉らが米国に帰国することを契機として、荒川も渡米しバークリー音楽院へ入学することとなった。佐藤允彦が1年遅れで同校へ入学した。同時期バークリーにはジョン・アバークロンビー、ジョー・ラバーベラ、パット・ラバーベラ、アーニー・ワッツ、アラン・ブロードベントらがいた。
1969年に帰国。この年から稲垣次郎のソウル・メディアで活動することとなった。同年、佐藤允彦、富樫雅彦とトリオを結成したが、1970年に富樫が刺される事件があり解散となった。
また、宮沢昭のアルバム録音に参加、1970年にはヘレン・メリルのアルバム『ヘレン・メリル・シングス・ビートルズ』に佐藤允彦、猪俣毅とともに参加した。同年、デューク・エリントン楽団の日本公演で一日だけ代役で演奏を行う機会を得た。
1970代に前田憲男、猪俣猛と組んだトリオ「WE3」は、前田が2017年に亡くなる少し前まで活動を継続していた。
ほかにもCM楽曲制作などで活躍。代表的なCMに尾崎紀世彦が歌うスバル『レオーネ』がある。
2020年、一般社団法人日本ジャズ音楽協会ジャズ大賞を受賞した。

## ディスコグラフィ
- 1971年1月 - スティーヴ・マーカス+稲垣次郎とソウル・メディア 『サムシング』 - Something （1970年9月録音[5]） (日本コロムビア)
  - スティーヴ・マーカス(ts, ss), 稲垣次郎(ts), 川崎燎(g), 佐藤允彦(p, ep), 荒川康男(b), 石松元（ドイツ語版）(ds), 田中清司(ds)
  - 世界初のデジタル録音によるアナログレコード[5][6]